# Tereza Elena Šínová
Tereza Elena Šínová (* 17. August 2001) ist eine tschechische Hürdenläuferin und Weitspringerin.

## Sportliche Laufbahn
Erste internationale Erfolge erzielte Tereza Elena Šínová im Jahr 2018, als sie bei den U18-Europameisterschaften in Győr im 100-Meter-Hürdenlauf mit 14,19 s in der ersten Runde ausschied. Im Jahr darauf belegte sie bei den U20-Europameisterschaften im schwedischen Borås in 13,67 s den achten Platz im Hürdensprint und schied im Weitsprung mit 5,91 m in der Qualifikation aus. 2021 schied sie bei den U23-Europameisterschaften in Tallinn mit 13,69 s im Halbfinale über 100 m Hürden aus und 2023 wurde sie bei der 1. Liga der Team-Europameisterschaft im Rahmen der Europaspiele in Chorzów in 13,26 s Zweite im B-Lauf. Anschließend schied sie bei den U23-Europameisterschaften in Espoo mit 13,43 s im Semifinale aus, ehe sie bei den World University Games in Chengdu in 16,94 s den siebten Platz belegte.
2020 wurde Šínová tschechische Hallenmeisterin im Weitsprung.

## Persönliche Bestleistungen
- 100 m Hürden: 13,14 s (+1,8 m/s), 23. Mai 2023 in Turnov
  - 60 m Hürden (Halle): 8,15 s, 21. Januar 2023 in Jablonec nad Nisou
- Weitsprung: 6,30 m (−0,2 m/s), 3. Oktober 2020 in Opava